# A SEAL Team epizódjainak listája
Ez a lista a SEAL Team  című amerikai sorozat epizódjait tartalmazza. A sorozat 2017. szeptember 27-én indult a CBS televíziós csatornán az Amerikai Egyesült Államokban. Magyarországon az AXN kezdte vetíteni 2018-ban.

## Évados áttekintés
| Évad | Évad | Részek száma | Részek száma | Eredeti sugárzás     | Eredeti sugárzás   | Eredeti adó       | Magyar sugárzás    | Magyar sugárzás  | Magyar adó |
| Évad | Évad | Részek száma | Részek száma | Évadbemutató         | Évadzáró           | Eredeti adó       | Évadbemutató       | Évadzáró         | Magyar adó |
| ---- | ---- | ------------ | ------------ | -------------------- | ------------------ | ----------------- | ------------------ | ---------------- | ---------- |
|      | 1.   | 22           | 22           | 2017. szeptember 27. | 2018. május 16.    |                   | 2018. április 30.  | 2018. július 9.  |            |
|      | 2.   | 22           | 22           | 2018. október 3.     | 2019. május 22.    | 2019. április 8.  | 2019. június 24.   |                  |            |
|      | 3.   | 20           | 20           | 2019. október 2.     | 2020. május 6.     | 2020. március 18. | 2020. december 9.  |                  |            |
|      | 4.   | 16           | 16           | 2020. december 2.    | 2021. május 26.    | 2021. április 7.  | 2021. október 13.  |                  |            |
|      | 5.   | 14           | 14           | 2021. október 10.    | 2022. január 23.   | /                 | 2022. március 23.  | 2022. június 22. |            |
|      | 6.   | 10           | 10           | 2022. szeptember 18. | 2022. november 20. |                   | 2023. március 22.  | 2023. május 24.  |            |
|      | 7.   | 10           | 10           | 2024. augusztus 11.  | 2024. október 6.   | 2024. október 10. | 2024. december 12. |                  |            |

## Első évad (2017-2018)
| Sor. | Év. | Cím                                                            | Rendező             | Író                                                               | Premier                                | Nézettség   |
| --- | --- | -------------------------------------------------------------- | ------------------- | ----------------------------------------------------------------- | -------------------------------------- | ----------- |
| 1. | 1.  | Bevetés (Tip of the Spear)                                     | Christopher Chulack | Benjamin Cavell                                                   | 2017. szeptember 27. 2018. április 30. | 9,88 millió |
| A tengerészgyalogosok legjobban képzett egységének szakmai és magánélete is veszélybe kerül, amikor a legveszélyesebb és legkockázatosabb küldetéseket készítik elő, és hajtják végre. |     |                                                                |                     |                                                                   |                                        |             |
| 2. | 2.  | Más életek (Other Lives)                                       | Christopher Chulack | Benjamin Cavell                                                   | 2017. november 4. 2018. április 30.    | 8,39 millió |
| Miközben bizonyítékot gyűjtenek Szíriában, Jason és a SEAL csapat kétségbeesett helyzetben levő ártatlan civileket találnak, akiket meg kell menteniük az egyre közeledő ellenséges erőktől. A küldetés során a csapat vitát folytat arról, hogy vajon elmondják-e Raynek, hogy feleségénél megindult a szülés.                                                                       |     |                                                                |                     |                                                                   |                                        |             |
| 3. | 3.  | Kikötő (Boarding Party)                                        | Christopher Chulack | Spencer Hudnut                                                    | 2017. november 11. 2018. május 7.      | 8,02 millió |
| Jason és a SEAL csapat megment egy kutatócsoportot, akiket egy hajón tartanak fogva a Dél-Kínai tengeren. Mindeközben Clayt lefokozzák, ami a kommandósként tervezett karrierjét is veszélyezteti. |     |                                                                |                     |                                                                   |                                        |             |
| 4. | 4.  | Az eljövendő karácsonyok szelleme (Ghosts of Christmas Future) | Larry Teng          | Benjamin Cavell és Daniele Nathanson                              | 2017. november 18. 2018. május 7.      | 7,11 millió |
| Jason és a SEAL csapat nem hajlandó megszakítani egy veszélyes háborús bűnös elfogására irányuló küldetésüket, amikor az kudarcba fullad. Clay ellentmondásokkal teli apja, Ash Spenser a városba érkezik, hogy a könyvét népszerűsítse. |     |                                                                |                     |                                                                   |                                        |             |
| 5. | 5.  | Összeomlás (Collapse)                                          | Ian Toynton         | Becky Mode                                                        | 2017. november 25. 2018. május 14.     | 6,92 millió |
| Jason és a SEAL csapat azt a feladatot kapja, hogy védjék meg a dél-szudáni amerikai nagykövetséget, amikor a nagykövet nem hajlandó elhagyni az egyre veszélyesebbé váló országot. Clay és Stella újabb szintet lép kapcsolatukban. |     |                                                                |                     |                                                                   |                                        |             |
| 6. | 6.  | A kerék forog tovább (The Spinning Wheel)                      | Melanie Mayron      | Joseph Sawyer, Julian Silver, Reiss Clausen-Wolf és Beth Schacter | 2017. november 8. 2018. május 14.      | 6,22 millió |
| A SEAL csapatnak Jason riválisával, Beau Fullerrel és csapatával kell együtt dolgoznia, amely során a legfőbb katonai vezetők figyelő szemei előtt kell megtervezniük, és végrehajtaniuk egy rajtaütést. Clay jó híreket hoz egyik csapattársuk legközelebbi hozzátartozójával kapcsolatosan.                                                                                         |     |                                                                |                     |                                                                   |                                        |             |
| 7. | 7.  | Határok (Borderlines)                                          | Félix Alcaná        | Corinne Marrinan                                                  | 2017. november 15. 2018. május 21.     | 7,24 millió |
| Jasonnek és a SEAL csapatnak egy titkos küldetésen lévő CIA-ügynököt kell megmentenie, miután radikális terroristák fogják el a nőt, és alkudozásra használják fel. Clay az utolsó nagy akadálynak is nekifut, amely az első osztályúvá történő minősítése előtt áll. |     |                                                                |                     |                                                                   |                                        |             |
| 8. | 8.  | Fogolycsere (The Exchange)                                     | John Dahl           | Sabrina Almeida és Spencer Hudnut                                 | 2017. november 22. 2018. május 21.     | 6,94 millió |
| Jason és a SEAL csapat vegyes érzelmeket mutat, amikor azt a feladatot kapják, hogy hozzanak haza egy olyan amerikai katonát, akit dezertálás után kaptak el, és a guantanamoi börtönben fogvatartott rabokért cserébe kínálnak fel. |     |                                                                |                     |                                                                   |                                        |             |
| 9. | 9.  | Lopakodó sötétség (Rolling Dark)                               | Michael Watkins     | Daniele Nathanson és Brian Horiuchi                               | 2017. december 6. 2018. május 28.      | 6,90 millió |
| Jasonnal és a SEAL csapatnak meg kell menteniük egy orosz tudóst és feleségét, majd pedig biztonságban kell áthozniuk őket az afgán határon, miközben a kínai és az orosz speciális csapatok is egyre közelebb érnek, hogy megállítsák őket. Clay első napját tölti Jason egységében.                                                                                                 |     |                                                                |                     |                                                                   |                                        |             |
| 10. | 10. | Körforgás (Pattern of Life)                                    | Christopher Chulack | Corinne Marrinan                                                  | 2018. január 3. 2018. május 28.        | 5,86 millió |
| Egyre nagyobb a feszültség, amint Jason és a SEAL csapat behatol egy jemeni házba, hogy megtalálják a keresett terrorista hálózathoz tartozó mobiltelefont, és kikérdezzék a családot, de a család lánya kritikus állapotba kerül, miután véletlenül meglövik. |     |                                                                |                     |                                                                   |                                        |             |
| 11. | 11. | A rakomány (Containment)                                       | Andy Walk           | Beth Schacter                                                     | 2018. január 10. 2018. június 4.       | 6,17 millió |
| Jason és a SEAL csapat új küldetésre megy: nukleáris fegyverek adásvételét kell megakadályozniuk, de a küldetés balul sül el, és úgy kell visszatérniük a bázisra, hogy nem sikerült a robbanófejeket hatástalanítani. Ray vállsérüléstől szenved, Jason és Alana pedig megdöbben a gyerekeik reakciója láttán, amikor az ismételt összeköltözés ötlete felvetődik.                   |     |                                                                |                     |                                                                   |                                        |             |
| 12. | 12. | Az érem másik oldala (The Upside Down)                         | J. Michael Muro     | Spencer Hudnut és John Bellucci                                   | 2018. január 17. 2018. június 4.       | 6,67 millió |
| Miközben egyik küldetésükön megpróbálnak visszaszerezni egy szupertitkos drónt, Jason és a SEAL csapat megszegi a parancsot annak érdekében, hogy megmentsék Clayt, aki egy olyan helyiségben reked, ami tele van felfegyverzett terroristákkal. Clay és Stella kapcsolata új fordulatot vesz.                                                                                        |     |                                                                |                     |                                                                   |                                        |             |
| 13. | 13. | A bevetés napja (Getaway Day)                                  | Christopher Chulack | Benjamin Cavell, Ed Redlich és John Bellucci                      | 2018. január 31. 2018. június 11.      | 6,75 millió |
| Jason és a SEAL csapat kénytelen elhagyni a családjukat, amikor a bevetés idejét előre hozzák, mivel csapdába esett a másik csapat, akiket nekik kellett volna felváltani. Jason és Alana komoly döntést hoz a jövőjükkel kapcsolatosan, Clay és Stella pedig egyre inkább érzi annak a súlyát, hogy Clay megkérte Stella kezét.                                                      |     |                                                                |                     |                                                                   |                                        |             |
| 14. | 14. | A felszólítás (Call Out)                                       | Christopher Chulack | Beth Schacter                                                     | 2018. február 28. 2018. június 11.     | 4,97 millió |
| Jason és a SEAL egység hosszabb bevetésre rendezkedik be, és egyre közelebb jut ahhoz, hogy rájöjjön, ki csalta tőrbe az Echo egységet. Mandy nem várt forrásból származó nyomra bukkan a bázison. |     |                                                                |                     |                                                                   |                                        |             |
| 15. | 15. | Senki földje (No Man's Land)                                   | Ian Toynton         | John Bellucci és Corinne Marrinan                                 | 2018. március 7. 2018. június 18.      | 6,07 millió |
| Jason és a SEAL egység egyre közelebb kerül ahhoz, hogy megbosszulja az Echo egység halálát, mivel rálelnek a pénzügyi forrásra, amellyel a gyilkosságokat finanszírozták egy közeli mákfarmon, amelyen korábban heroint gyártottak. Jason egy érdekes nővel találkozik a bázison. |     |                                                                |                     |                                                                   |                                        |             |
| 16. | 16. | A véget nem érő út (Never Get Out of the Boat)                 | J. Michael Muro     | Spencer Hudnut és Mark Semos                                      | 2018. március 21. 2018. június 18.     | 6,36 millió |
| Jason egy veszélyes nappali bevetésre vezeti a SEAL egységet, amely során Sonny megsebesül. Clay-től és a testvéreitől függ, hogy életben marad-e. |     |                                                                |                     |                                                                   |                                        |             |
| 17. | 17. | Névleges szövetség (In Name Only)                              | John Dahl           | Brian Horiuchi és Sabrina Almeida                                 | 2018. március 28. 2018. június 25.     | 6,48 millió |
| Ahogy Jason és a SEAL egység egyre közelebb kerül ahhoz, hogy megbosszulja az Echo csapatot, Mandy a saját kezébe veszi az irányítást, miután a főnöke nem engedélyezi a legfontosabb célpont likvidálására indított bevetést. Jason bizonytalan azt illetően, hogy hogyan is áll a kapcsolata Amy-vel.                                                                               |     |                                                                |                     |                                                                   |                                        |             |
| 18. | 18. | Valós fenyegetés (Credible Threat)                             | Ruben Garcia        | Valerie Armstrong és Josef Sawyer                                 | 2018. április 11. 2018. június 25.     | 6,24 millió |
| Jason és a SEAL egység azt a feladatot kapja, hogy védjék meg a kongresszus tagjaiból és a Védelmi Minisztérium tisztviselőiből álló delegációt, amikor azok Jalalabadba érkeznek népszerűsítési célból annak ellenére, hogy komoly fenyegetéseket kaptak még az utazás előtt. |     |                                                                |                     |                                                                   |                                        |             |
| 19. | 19. | Lábsöprés (Takedown)                                           | Holly Dale          | Julian Silver, Reiss Clauson-Wolf és Beth Schacter                | 2018. április 25. 2018. július 2.      | 6,26 millió |
| A SEAL egység egy forgalmas fűszerpiacra küldi Ray-t, hogy egy kockázatos pénzcserét bonyolítson le. Jason megpróbál kiiktatni egy terroristát, akiről tudható, hogy robbanóanyaggal teli övet visel. Ray szembesül a döntései által okozott pusztító következményekkel. |     |                                                                |                     |                                                                   |                                        |             |
| 20. | 20. | Ellenségem ellensége (Enemy of My Enemy)                       | Larry Tang          | Corinne Marinnan és John Bellicci                                 | 2018. május 2. 2018. július 2.         | 5,89 millió |
| Jason és a SEAL csapat élete is veszélybe kerül, amikor egy nagyon értékes célpont elfogására indított kockázatos küldetésnél felmerül, hogy akár csapda is lehet. Clay és Davis a távkapcsolatok által okozott frusztráció miatt kesereg, Ray pedig találkozót beszél meg valakivel egy helyi srác halálában való érintettségével kapcsolatosan, ami érintheti katonai karrierje is. |     |                                                                |                     |                                                                   |                                        |             |
| 21. | 21. | Birodalmak temetője (The Graveyard of Empires)                 | David Boreanaz      | Ed Redlich és Spencer Hudnut                                      | 2018. május 9. 2018. július 9.         | 6,15 millió |
| Egy helikopter balesetet követően a SEAL csapatnak úgy is folytatnia kell a küldetést, hogy ellenséges erők csapnak le rájuk. Jason megsebesül, és így lesz kénytelen a célpont után eredni. |     |                                                                |                     |                                                                   |                                        |             |
| 22. | 22. | Az üzlet ára (The Cost of Doing Business)                      | Larry Teng          | Benjamin Cavell                                                   | 2018. május 16. 2018. július 9.        | 6,14 millió |
| Miután Jason hazudik az agyrázkódásáról, hogy részt vehessen a bevetésen, ő és a SEAL csapat egy végső küldetést tervez azért, hogy még a hazatérésük előtt egyszer s mindenkorra megbosszulják az Echo csapat megsemmisítését. |     |                                                                |                     |                                                                   |                                        |             |

## Második évad (2018-2019)
| Sor. | Év. | Cím                                                 | Rendező             | Író                                                                                  | Premier                             | Nézettség   |
| --- | --- | --------------------------------------------------- | ------------------- | ------------------------------------------------------------------------------------ | ----------------------------------- | ----------- |
| 23. | 1.  | Törés (Fracture)                                    | Christopher Chulack | John Glenn és Spencer Hudnut                                                         | 2018. október 3. 2019. április 8.   | 5,02 millió |
| Jason és a Bravo egység a Guineai-öbölbe tart, hogy amerikai túszokat szabadítsanak ki, miután egy olajfúró-tornyot fegyveres bűnözők foglalnak el. |     |                                                     |                     |                                                                                      |                                     |             |
| 24. | 2.  | Sohase mondd, hogy halál! (Never Say Die)           | Nelson McCormick    | Jon Worley                                                                           | 2018. október 10. 2019. április 8.  | 5,46 millió |
| Jason és a Bravo egység Szaúd-Arábiába utazik, ahol szélsőségesek elfoglaltak egy földalatti vízforrást, és azzal fenyegetnek, hogy lépfenével mérgezik meg az ivóvizet. Ray azon gondolkozik, hogy egy másik egységhez csatlakozik.                                                                                             |     |                                                     |                     |                                                                                      |                                     |             |
| 25. | 3.  | Minden körülmények között (The Worst of Conditions) | Christopher Chulack | Holly Harold                                                                         | 2018. október 17. 2019. április 15. | 5,40 millió |
| Egy váratlan tragédiát követően Jason olyan döntéssel kénytelen szembenézni, amely komolyan érinti jövőbeli karrierjét a Bravo egységnél. |     |                                                     |                     |                                                                                      |                                     |             |
| 26. | 4.  | Minden ami számít (All That Matters)                | Gonzalo Amat        | Duppy Demetrius                                                                      | 2018. október 24. 2019. április 15. | 5,38 millió |
| Jason és a SEAL csapat kénytelen elhagyni a családjukat, amikor a bevetés idejét előre hozzák, mivel csapdába esett a másik csapat, akiket nekik kellett volna felváltani. Jason és Alana komoly döntést hoz a jövőjükkel kapcsolatosan, Clay és Stella pedig egyre inkább érzi annak a súlyát, hogy Clay megkérte Stella kezét. |     |                                                     |                     |                                                                                      |                                     |             |
| 27. | 5.  | Ismételje meg a végét (Say Again Your Last)         | Silver Tree         | Dana Greenblatt                                                                      | 2018. október 31. 2019. április 29. | 5,33 millió |
| A Bravo egység életveszélyes sérüléseket szenved, miközben próbálják teljesíteni a megbízatásukat, hogy kiszabadítsák a Mumbaiban túszként fogva tartott amerikai diákokat. |     |                                                     |                     |                                                                                      |                                     |             |
| 28. | 6.  | Az úton tovább (Hold What You Got)                  | Kevin Fink          | Spencer Hudnut és Mark Semos                                                         | 2018. november 7. 2019. április 29. | 5,61 millió |
| A Bravo egység a mexikói tengerészgyalogosokkal fog össze annak érdekében, hogy levadásszák az egyik legnagyobb hatalmú és legveszélyesebb drogkartell vezetőjét Mexikóban. |     |                                                     |                     |                                                                                      |                                     |             |
| 29. | 7.  | A kerítésen túl (Outside the Wire)                  | J. Michael Muro     | John Glenn, Julian Silver és Reiss Clauson-Wolf                                      | 2018. november 14. 2019. május 6.   | 5,17 millió |
| A Bravo egység követi azokat az értesüléseket, amelyek elvezetik őket Andres Dozahoz, az egyik legnagyobb hatalmú és legveszélyesebb mexikói drogkartell vezetőjéhez. |     |                                                     |                     |                                                                                      |                                     |             |
| 30. | 8.  | Parallaxis (Parallax)                               | Jann Turner         | Holly Harold és Teresa Huang                                                         | 2018. november 21. 2019. május 6.   | 5,93 millió |
| Jason és Mandy házaspárnak álcázva magukat inkognitóban mennek el vakációra Mexikóváros egyik felkapott éjszakai klubjába, hogy Andres Doza által vezetett kartell egyik tagjának nyomára bukkanjanak. |     |                                                     |                     |                                                                                      |                                     |             |
| 31. | 9.  | Szent halál (Santa Muerte)                          | Larry Teng          | John Glenn és Jon Worley                                                             | 2018. december 5. 2019. május 13.   | 5,31 millió |
| Egy rajtaütést követően a SEAL egység azt sejti, hogy valaki belülről szivárogtat ki információkat a kartellnek. |     |                                                     |                     |                                                                                      |                                     |             |
| 32. | 10. | A fogoly dilemmája (Prisoner's Dilemma)             | Thomas Carter       | Tom Mularz és Jon Worley                                                             | 2018. december 12. 2019. május 13.  | 6,59 millió |
| Az Andres Doza utáni hajsza a csúcspontjára ér, amikor a SEAL egység még egy utolsó elkeseredett kísérletet tesz, hogy megtalálja, és elfogja az egyik legnagyobb hatalmú és legveszélyesebb mexikói drogkartell vezetőjét. |     |                                                     |                     |                                                                                      |                                     |             |
| 33. | 11. | Összekötött lábbal (Backwards in High Heels)        | Ruben Garcia        | Holly Harold és Dana Greenblatt                                                      | 2019. január 2. 2019. május 20.     | 6,23 millió |
| A Bravo egység a Brit Speciális Légideszantosokkal együtt próbálja megmenteni a terroristák által eltérített repülőn túszul ejtett utasokat. |     |                                                     |                     |                                                                                      |                                     |             |
| 34. | 12. | Sosem látott dolgok (Things Not Seen)               | Michael Watkins     | Történet: Kenny Ryan és Jacob Roman Tévéjáték: Kenny Ryan, Jacob Roman és Tom Mularz | 2019. január 9. 2019. május 20.     | 5,57 millió |
| A Bravo egység Törökországba utazik, hogy kiszabadítson egy fiatal amerikait, aki önként ment feleségül az egyik ISIS vezetőhöz. |     |                                                     |                     |                                                                                      |                                     |             |
| 35. | 13. | Ragyogás (Time to Shine)                            | Christopher Chulack | John Glenn, Spencer Hudnut és Mark Semos                                             | 2019. január 23. 2019. május 27.    | 5,08 millió |
| A Bravo egység kétségbeesetten próbálja megmenteni Sonnyt egy életveszélyes helyzetből, miután beszorul egy tengeralattjáró torpedókilövő nyílásába Észak-Korea partjai melletti titkos küldetés során. |     |                                                     |                     |                                                                                      |                                     |             |
| 36. | 14. | Ami annak látszik (What Appears To Be)              | Holly Dale          | Brian Beneker                                                                        | 2019. március 20. 2019. május 27.   | 4,89 millió |
| A Bravo egység a kongói hadsereggel dolgozik össze egy titkos küldetésen, amelynek során megpróbálják elkapni egy lázadó milícia vezetőjét. A főiskola miatt alakul ki vita Jason és Emma között. Sonny és Davis komoly döntés kénytelen meghozni a jövőjükkel kapcsolatosan.                                                    |     |                                                     |                     |                                                                                      |                                     |             |
| 37. | 15. | Csak egyszer halsz meg (You Only Die Once)          | J. Michael Muro     | Julian Silver és Reiss Clauson-Wolf                                                  | 2019. március 27. 2019. június 3.   | 3,91 millió |
| A Bravo egység speciális bevetésre indul, amelynek célja, hogy levadásszanak egy férfit, aki több terrorista támadás kitalálója és finanszírozója. |     |                                                     |                     |                                                                                      |                                     |             |
| 38. | 16. | Gucci küldetés (Dirt, Dirt, Gucci)                  | Holly Dale          | John Glenn és Jon Worley                                                             | 2019. április 3. 2019. június 3.    | 3,73 millió |
| A Bravo csapat egy viszonylag könnyebb bevetésre készül egy Fülöp-szigeteki luxus hotelban. Jason megpróbálja összeszedni Emma főiskolai tandíjára szükséges összeget. |     |                                                     |                     |                                                                                      |                                     |             |
| 39. | 17. | Elveszett paradicsom (Paradise Lost)                | Allison Liddi-Brown | Tom Mularz                                                                           | 2019. április 10. 2019. június 10.  | 4,44 millió |
| Miközben a Bravo egységet a fülöp-szigeteki SEAL csapat kiképzésére kérik fel, egy váratlan manilai robbantás közben komoly veszélybe kerülnek. |     |                                                     |                     |                                                                                      |                                     |             |
| 40. | 18. | Megtorlás (Payback)                                 | Guy Ferland         | Dana Greenblatt és Teresa Huang                                                      | 2019. április 17. 2019. június 10.  | 4,59 millió |
| A Bravo egység bosszúra készül, és próbálja felkutatni azt a személyt, aki az egyik társukat veszélybe sodró váratlan robbantásért felelős. |     |                                                     |                     |                                                                                      |                                     |             |
| 41. | 19. | Gyógyszer és elszigetelés (Medicate and Isolate)    | Ruben Garcia        | Spencer Hudnut, Kenny Ryan és Jacob Roman                                            | 2019. április 24. 2019. június 17.  | 3,90 millió |
| A Bravo egység Malin teljesít küldetést, miközben barátjuk, a korábbi Navy SEAL tag, Brett Swan mentális betegségével küzd. |     |                                                     |                     |                                                                                      |                                     |             |
| 42. | 20. | A szakadék alja (Rock Bottom)                       | Michael Watkins     | Holly Harold és Mark H. Semos                                                        | 2019. május 1. 2019. június 17.     | 4,68 millió |
| A feszültség Jason és Ray között a tetőfokára hág, Lisa pedig a záróvizsgájára készül a tiszti iskolában. |     |                                                     |                     |                                                                                      |                                     |             |
| 43. | 21. | Életemet az életedért (My Life for Yours)           | David Boreanaz      | John Glenn és Spencer Hudnut                                                         | 2019. május 8. 2019. június 24.     | 4,13 millió |
| A Bravo egység kétségbeesetten keresi Rayt, miután ellenséges területen szakadt el tőlük. |     |                                                     |                     |                                                                                      |                                     |             |
| 44. | 22. | A harc nem ér véget (Never Out of the Fight)        | Christopher Chulack | John Glenn és Spencer Hudnut                                                         | 2019. május 22. 2019. június 24.    | 4,24 millió |
| A Bravo egység jövője kerül veszélybe, amikor Shaw kapitány azt javasolja nekik, hogy váljanak szét, de Jason egysége egy utolsó küldetésen próbálja meg bizonyítani, hogy téved. |     |                                                     |                     |                                                                                      |                                     |             |

## Harmadik évad (2019-2020)
| Sor. | Év. | Cím                                                           | Rendező             | Író                                         | Premier                                 | Nézettség   |
| --- | --- | ------------------------------------------------------------- | ------------------- | ------------------------------------------- | --------------------------------------- | ----------- |
| 45. | 1.  | Menedék (Welcome to the Refuge)                               | Christopher Chulack | John Glenn és Spencer Hudnut                | 2019. október 2. 2020. március 18.      | 5,25 millió |
| Jason Hayes vezeti az egységet egy szerbiai küldetésre, amely során egy olyan szervezet felkutatása a cél, amelyet amerikai katonai bázisokat bombázásával hoztak kapcsolatba. |     |                                                               |                     |                                             |                                         |             |
| 46. | 2.  | Lépj tovább és felejts (Ignore and Override)                  | Christopher Chulack | John Glenn és Spencer Hudnut                | 2019. október 9. 2020. március 25.      | 4,77 millió |
| A Bravo egység folytatja küldetését Szerbiában, ahol próbálják megtalálni azt a szervezetet, amelyet amerikai katonai bázisok bombázásával hoztak kapcsolatba. Hayest ismét megkísérti a múltja, és arra készteti, hogy végiggondolja a jövőjét. |     |                                                               |                     |                                             |                                         |             |
| 47. | 3.  | Elmélet és módszertan (Adapt and Overcome)                    | Ruben Garcia        | Holly Harold                                | 2019. október 16. 2020. április 1.      | 4,47 millió |
| A Bravo csapat egy azerbajdzsáni erőmű visszaszerzésében vesz részt, hogy az ország politikai instabilitását segítsék elkerülni. |     |                                                               |                     |                                             |                                         |             |
| 48. | 4.  | A farkasok ereje (The Strength of the Wolf)                   | Allison Liddi-Brown | John Glenn, Kenny Ryan és Jacob Roman       | 2019. október 23. 2020. április 8.      | 4,49 millió |
| A feszültség a tetőfokára hág a Bravo egységen belül, amikor nézeteltérés alakul ki a tagok között az egyik küldetéssel kapcsolatban, Jasonnek pedig választania kell az egységhez csatlakozni kívánó jelöltek között. |     |                                                               |                     |                                             |                                         |             |
| 49. | 5.  | Az őrtorony mentén 1. rész (All Along the Watchtower: Part 1) | Alexis Ostrander    | Tom Mularz                                  | 2019. október 30. 2020. augusztus 26.   | 4,40 millió |
| Jason azt kérvényezi, hogy küldjék el Ray és Clay után, akiknek egy nagykövet védelmére indított külföldi bevetés során van szükségük segítségre, miután megtámadták a táborukat. |     |                                                               |                     |                                             |                                         |             |
| 50. | 6.  | Az őrtorony mentén 2. rész (All Along the Watchtower: Part 2) | Ruben Garcia        | Dana Greenblatt                             | 2019. november 6. 2020. szeptember 2.   | 4,52 millió |
| Az amerikai nagykövet, Nicole Marsden védelmére szervezett küldetés során a Bravo egység kénytelen megküzdeni azokkal a támadókkal, akik megpróbálnak bejutni a táborukba. |     |                                                               |                     |                                             |                                         |             |
| 51. | 7.  | Láthatatlan ellenség (The Ones You Can't See)                 | Ruben Garcia        | Dana Greenblat                              | 2019. november 20. 2020. szeptember 9.  | 4,69 millió |
| Jason azt fontolgatja, hogy megműteti egyik sérülését, miközben a Bravo egység külföldön van bevetésen, amely során a titkosszolgálatnak segítenek megakadályozni az amerikai tisztviselők ellen szervezett támadást. |     |                                                               |                     |                                             |                                         |             |
| 52. | 8.  | Életveszélyben (Danger Crossing)                              | Michael Watkins     | Holly Harold                                | 2019. november 27. 2020. szeptember 16. | 5,77 millió |
| Amíg Jason a sérülése miatt nem mehet bevetésre, Ray vezeti a Bravo 1-es egységet egy olyan küldetésre, ahol a haditengerészet ellenséges területen lelőtt pilótáját kell megmenteniük. |     |                                                               |                     |                                             |                                         |             |
| 53. | 9.  | Ölj vagy gyógyíts (Kill or Cure)                              | Gonzalo Amat        | Tom Mularz                                  | 2019. december 4. 2020. szeptember 23.  | 5,44 millió |
| A Bravo egység azt a feladatot kapja, hogy biztosítsák a segélyszállítmányokat egy, az ebolától súlyosan érintett területen. A veszélyt leginkább az jelenti, hogy egy helyi hadúr ellopta a vírus laboratóriumi mintáit, amelyeket így már fegyverkészítéshez is felhasználhatnak. |     |                                                               |                     |                                             |                                         |             |
| 54. | 10. | Tiszthez méltatlanul (Unbecoming an Officer)                  | Tyler Grey          | Dana Greenblatt                             | 2019. december 11. 2020. szeptember 30. | 5,85 millió |
| Jason az operációját követően először viszi bevetésre a Bravo egységet, Davis zászlós pedig fegyelmi eljárás elé néz. |     |                                                               |                     |                                             |                                         |             |
| 55. | 11. | Ostrom alatt 1. rész (Siege Protocol: Part 1)                 | Gonzalo Amat        | Matt Bosack                                 | 2020. február 26. 2020. október 7.      | 4,33 millió |
| Nem elég, hogy hazai terepen is emberek sorsáról döntő szituációkkal kénytelenek szembenézni, a Bravo csapat a tengeren túlra utazik, hogy kiszabadítson egy túszként fogva tartott CIA-ügynököt. A helyzet viszont egyre súlyosabbá válik, a Taktikai Műveleti Központnál pedig eluralkodik a káosz. A Bravo egységet támogató csapat szemtől szembe találja magát az ellenséggel.                                                                   |     |                                                               |                     |                                             |                                         |             |
| 56. | 12. | Ostrom alatt 2. rész (Siege Protocol: Part 2)                 | Gonzalo Amat        | Kenny Sheard                                | 2020. február 26. 2020. október 14.     | 3,97 millió |
| Nem elég, hogy hazai terepen is emberek sorsáról döntő szituációkkal kénytelenek szembenézni, a Bravo csapat a tengeren túlra utazik, hogy kiszabadítson egy túszként fogva tartott CIA-ügynököt. A helyzet viszont egyre súlyosabbá válik, a Taktikai Műveleti Központnál pedig eluralkodik a káosz. A Bravo egységet támogató csapat szemtől szembe találja magát az ellenséggel.                                                                   |     |                                                               |                     |                                             |                                         |             |
| 57. | 13. | A harc nevében (Fog or War)                                   | Christopher Chulack | Spencer Hudnut és Mark H. Semos             | 2020. március 4. 2020. október 21.      | 4,59 millió |
| Az egyik rosszul sikerült küldetésük után a Bravo egység kielemzi a kockázatos bevetést, hogy kiderüljön, ki a felelős azért a hibáért, amely néhányuk karrierjének a végét is jelentheti. |     |                                                               |                     |                                             |                                         |             |
| 58. | 14. | Tárgyak a tükörben (Objects in Mirror)                        | David Cook          | Tom Mularz                                  | 2020. március 11. 2020. október 28.     | 4,91 millió |
| A Bravo egység a tengeren túlra utazik, és külföldi hadgyakorlatnak álcázza bevetésük valódi célját: egy túszként tartott fontos célpontot kell kiszabadítaniuk. A NASCAR versenyző Austin Dillon tart az egységnek speciális vezetési tréninget. |     |                                                               |                     |                                             |                                         |             |
| 59. | 15. | A harc szabálya (Rules of Engagement)                         | J. Michael Muro     | Holly Harold, Kenny Ryan és Jacob Roman     | 2020. március 18. 2020. november 4.     | 4,92 millió |
| Miközben a Bravo egység speciális felderítési feladatot kap külföldön, kénytelenek egy kis kitérővel megvédeni egy amerikai mérnökökből álló csoportot és az általuk épített gátat a terroristák támadásától. A bevetési szabályok miatt tovább fokozódik a veszély, mivel az egység nem használhat fegyvert, csak ha az ellenség lő először. |     |                                                               |                     |                                             |                                         |             |
| 60. | 16. | Az utolsó ismert hely (Last Known Location)                   | Larry Teng          | Stephen Gasper és Dana Greenblatt           | 2020. március 25. 2020. november 11.    | 5,10 millió |
| A feszültség egyre fokozódik az egység központjában, mivel Sonny fegyelmi eljárás elé néz, Clay új karrieren gondolkozik, Jasonon pedig egyre nő a nyomás, mivel Lindell parancsnok azt várja tőle, hogy döntsön a saját karrierútját illetően. Mindeközben a Bravo egység egy három hónapos afganisztáni küldetést készít elő. |     |                                                               |                     |                                             |                                         |             |
| 61. | 17. | Csapatkivonás (Drawdown)                                      | Max Thieriot        | Matt Bosack és Mark H. Semos                | 2020. április 8. 2020. november 18.     | 4,89 millió |
| A Bravo egység a béketárgyalások alatt kezdi meg afganisztáni bevetését. Sonny jelentkezik az egyik texasi légvédelmi bázison, hogy megkezdje a fegyelmi vétségért előírt kiképzést, amely során összetalálkozik egy gyerekkori barátjával. |     |                                                               |                     |                                             |                                         |             |
| 62. | 18. | A semmi szélén (Edge of Nowhere)                              | Christine Moore     | Rashaan Dozier-Escalante és Tom Mularz      | 2020. április 22. 2020. november 25.    | 5,82 millió |
| A Bravo egység egy új terrorista vezér után kutat, aki az afganisztáni béketárgyalások helyszínére szervez erőszakos cselekményeket. Clay ezúttal azt is megtanulja, hogy mit jelent vezetőnek lenni. Sonny azon dolgozik, hogy helyrehozza az apjával való kapcsolatát Texasban. |     |                                                               |                     |                                             |                                         |             |
| 63. | 19. | Kapcsolat nélkül (In The Blind)                               | Allison Liddi-Brown | Corinne Marrinan, Kenny Ryan és Jacob Roman | 2020. április 29. 2020. december 2.     | 5,75 millió |
| A Bravo egységen ellenséges erők ütnek rajta egy olyan küldetés során, amelyet az új terrorista vezérhez vezető esetleges nyom felkutatása után indítottak. Sonny azt fontolgatja, hogy szülővárosában telepedik le. |     |                                                               |                     |                                             |                                         |             |
| 64. | 20. | Nincs más választás (No Choice in Duty)                       | Ruben Garcia        | Holly Harold & Brian Beneker                | 2020. május 6. 2020. december 9.        | 4,54 millió |
| Jason részvétnyilvánításra kíséri Mandyt egy meggyilkolt informátor családjához, ezért Ray vezeti a Bravo egységet egy sürgős bevetésre: a terrorista vezér búvóhelyét feltáró nyomra bukkannak, de azonnal cselekedniük kell, mert az idő ellenük dolgozik. Davis elárulja az egységnek, hogy az általuk üldözött terrorista vezér kapcsolatban áll valakivel, aki egykor Jason egyik célpontja volt. Sonny Afganisztánban csatlakozik az egységhez. |     |                                                               |                     |                                             |                                         |             |

## Negyedik évad (2020-2021)
| Sor. | Év. | Cím                                          | Rendező             | Író                                        | Premier                                | Nézettség   |
| --- | --- | -------------------------------------------- | ------------------- | ------------------------------------------ | -------------------------------------- | ----------- |
| 65. | 1.  | A háború istene (God of War)                 | David Boreanaz      | Spencer Hudnut & Kenny Sheard              | 2020. december 2. 2021. április 7.     | 4,24 millió |
| A Bravo egység ellenséges területre hatol be a havas Spin Ghar hegységben, hogy elkapja Al-Hazredet, egy terrorista csoport vezetőjét, valamint annak a terrorista vezetőnek a fiát, akit Jason fogott el még a karrierje kezdetén, aminek köszönhetően bekerült a Bravo One elitbe. Amikor támadás éri őket, Jason és Cerberus, a Bravo egység négylábú tagja, elszakad a többiektől. |     |                                              |                     |                                            |                                        |             |
| 66. | 2.  | Örökké tartó háború (Forever War)            | Christopher Chulack | Spencer Hudnut & Dana Greenblatt           | 2020. december 2. 2021. április 14.    | 4,24 millió |
| A Bravo egység ismét kiegészül Jasonnel és Cerberusszal, majd a föld alá sietnek, hogy csapdákkal teli alagutakban üldözzék tovább Al-Hazred terrorista vezért. |     |                                              |                     |                                            |                                        |             |
| 67. | 3.  | Bevethetetlen (The New Normal)               | Christopher Chulack | Spencer Hudnut                             | 2020. december 9. 2021. április 21.    | 4,47 millió |
| A Bravo egységnek nincs könnyű dolga az új csoportdinamikához való hozzászokással, miután több tagjuk is a karrierjüket alapvetően megváltoztató döntést hoz. |     |                                              |                     |                                            |                                        |             |
| 68. | 4.  | Mentőakció (Shockwave)                       | Ruben Garcia        | Tom Mularz                                 | 2020. december 16. 2021. április 28.   | 4,48 millió |
| Amikor Ray Perry tiszthelyettesnek nyoma vész egy tunéziai robbantást követően, korábbi csapattársai mindent megtesznek, hogy segíteni tudjanak társuknak és családjának, miután a Bravo egységet letiltották az ügyről. |     |                                              |                     |                                            |                                        |             |
| 69. | 5.  | Sercegő zaj (The Carrot or The Stick)        | Ruben Garcia        | Dana Greenblatt                            | 2021. január 13. 2021. május 5.        | 4,03 millió |
| Mivel egyetlen nyom sem került elő Ray hollétével kapcsolatosan, Jason szélsőséges lépésekre sarkallja a Bravo egységet, és azt fontolgatja, hogy akár a kijelölt határokon is átlép azért, hogy segíteni tudjon társának. Ray próbálja túlélni a fogságot. |     |                                              |                     |                                            |                                        |             |
| 70. | 6.  | A rémületnek arca van (Horror Has a Face)    | J. Michael Muro     | Matt Bosack & Mark H. Semos                | 2021. január 27. 2021. május 12.       | 4,20 millió |
| Davis zászlós kideríti, hogy Rayt egy teherkonténerben tartják fogva a Földközi-tengeren. A Bravo egység egyre kétségbeesettebben próbálja kiszabadítani társukat, mielőtt túl késő lenne. |     |                                              |                     |                                            |                                        |             |
| 71. | 7.  | Kitolni a vonalat (All In)                   | Félix Alcalá        | Corinne Marrinan & Stephen Gasper          | 2021. február 17. 2021. május 19.      | 3,78 millió |
| A Bravo csapat továbbra is nagy változásokkal küzd, a csapat egy ecuadori misszióra készül. |     |                                              |                     |                                            |                                        |             |
| 72. | 8.  | Gyutacs (Cover for Action)                   | Ruben Garcia        | Dana Greenblatt & Rashaan Dozier-Escalante | 2021. március 3. 2021. május 26.       | 4,16 millió |
| Amikor Jason visszatér a Bravo egységhez, a feszültség a tetőfokára hág, mivel kénytelen Ray parancsait követni egy olyan küldetés során, amelyet katonai drónok visszaszerzésére indítottak Szíriában. Sonny meglepő híreket kap Texasból. |     |                                              |                     |                                            |                                        |             |
| 73. | 9.  | Bosszú (Reckoning)                           | Ruben Garcia        | Tom Mularz & Kenny Sheard                  | 2021. március 10. 2021. június 2.      | 3,46 millió |
| Ray vezeti a szíriai küldetést, de a tét egyre csak nő, amikor a Bravo egység tagjai megtudják az igazságot a célpontjukkal kapcsolatosan. |     |                                              |                     |                                            |                                        |             |
| 74. | 10. | Őrszemek (A Question of Honor)               | Jessica Paré        | Ariel Endacott                             | 2021. március 24. 2021. június 9.      | 4,00 millió |
| Jason karrierje és szabadsága is veszélybe kerül, amikor Command szörnyű bűncselekménnyel vádolja meg az egyik küldetés során. Mivel a Bravo egység olyan parancsot kap, hogy a tagok nem érintkezhetnek egymással, Jason kénytelen ezt a harcot a társai nélkül megvívni. |     |                                              |                     |                                            |                                        |             |
| 75. | 11. | Tárgyalás (Limits of Loyalty)                | Allison Liddi-Brown | Corinne Marrinan                           | 2021. április 7. 2021. szeptember 8.   | 3,57 millió |
| Jason bíróság elé áll, amire akár a karrierje is rámehet, ráadásul azt sem tudja, hogy legjobb barátja, Ray hajlandó-e mellette tanúskodni. Stella összeköltözik Clay-jel, Sonny pedig meglátogatja Hannah-t, hogy segítsen felkészülni a baba érkezésére. |     |                                              |                     |                                            |                                        |             |
| 76. | 12. | Füstgránát (Rearview Mirror)                 | Max Thieriot        | Kenny Ryan & Jacob Roman Feyereisen        | 2021. április 21. 2021. szeptember 15. | 3,52 millió |
| Jasont meglátogatja egy korábbi társuk, ami miatt Jason kénytelen átértékelni az egység vezetőjeként betöltött szerepét. A Bravo egység több tagja is magánéleti problémával küszködik, amikor Command egy váratlan küldetésre indítja őket Afrika partjaira. |     |                                              |                     |                                            |                                        |             |
| 77. | 13. | Tömeggyilkos (Do No Harm)                    | Tyler Grey          | Tom Mularz & Kinan Copen                   | 2021. május 5. 2021. szeptember 22.    | 3,74 millió |
| A Bravo egység azt a feladatot kapja, hogy vegye amerikai őrizetbe az egyik dezertőr Boko Haram tisztet, de a küldetés kedvezőtlen fordulatot vesz, amikor a célpontot megtámadják. Sonny komoly hibát vét a Bravo egység képviselőjeként az USS Keating fedélzetén, és ennek az egész egység fizeti meg az árát.                                                                      |     |                                              |                     |                                            |                                        |             |
| 78. | 14. | A jó, a rossz és a csúf (Hollow At The Core) | J. Michael Muro     | Matt Bosack & Kenny Sheard                 | 2021. május 12. 2021. szeptember 29.   | 3,54 millió |
| A Bravo egység azt a feladatot kapja, hogy egy titkos küldetés során szivárogjanak be az egyik Boko Haram táborba, hackeljék meg az adathálózatukat, és szabadítsanak ki egy amerikai foglyot. |     |                                              |                     |                                            |                                        |             |
| 79. | 15. | Személyes rémálom (Nightmare Of My Choice)   | David Boreanaz      | Spencer Hudnut & Mark H. Semos             | 2021. május 19. 2021. október 6.       | 3,60 millió |
| A Bravo egység összefog az Alfa egységgel a Boko Haram által megtámadott kulcsfontosságú nigériai csővezeték védelme érdekében. A csapat egyik tagja megsérül, Jason és Clay pedig mindent megtesz, hogy megmentse az életét. A Bravo egység rájön, hogy egy még veszélyesebb ellenséggel állnak szemben.                                                                              |     |                                              |                     |                                            |                                        |             |
| 80. | 16. | Egy életünk van (One Life to Live)           | Christopher Chulack | Spencer Hudnut & Dana Greenblatt           | 2021. május 26. 2021. október 13.      | 3,84 millió |
| A Bravo egységet elsöprő támadás éri, ami örökre megváltoztatja az egész csapatot, és minden egyes tagot arra kényszerít, hogy komoly személyes döntéseket hozzon. |     |                                              |                     |                                            |                                        |             |

## Ötödik évad (2021-2022)
| Sor. | Év. | Cím                                                     | Rendező             | Író                                        | Premier                             | Nézettség   |
| --- | --- | ------------------------------------------------------- | ------------------- | ------------------------------------------ | ----------------------------------- | ----------- |
| 81. | 1.  | Bízz, de ne felejts 1. rész (Trust, But Verify: Part 1) | Christopher Chulack | Spencer Hudnut                             | 2021. október 10. 2022. március 23. | 3,73 millió |
| A Bravó egységben mindenki megdöbben, amikor kiderül, hogy a gyakorlat igazából egy titkos küldetés, amelynek célja, hogy egy fegyverszakértőt szabadítsanak ki a világ egyik legveszélyesebb országából.                                                                   |     |                                                         |                     |                                            |                                     |             |
| 82. | 2.  | Bízz, de ne felejts 2. rész (Trust, But Verify: Part 2) | Christopher Chulack | Tom Mularz & Mark H. Semos                 | 2021. október 17. 2022. március 30. | 3,37 millió |
| Amikor a Bravo csapat veszélybe kerül, ki kell találniuk, hogyan menekülhetnek el észrevétlenül a világ egyik legveszélyesebb országából. |     |                                                         |                     |                                            |                                     |             |
| 83. | 3.  | 9/10 (Nine Ten)                                         | Jessica Paré        | Dana Greenblatt                            | 2021. október 24. 2022. április 6.  | 3,58 millió |
| Miközben a Bravo csapat tagjai New Yorkba utaznak, visszaemlékeznek életük meghatározó napjára. |     |                                                         |                     |                                            |                                     |             |
| 84. | 4.  | Tudni kell (Need To Know)                               | Tyler Grey          | Tom Mularz & Mark H. Semos                 | 2021. október 31. 2022. április 13. | 3,19 millió |
| Miközben a Bravo csapat minden tagja komoly családi problémákkal szembesül, a csapat egy váratlan küldetésre indul Afrikában. Amikor a hírszerzés megváltoztatja a tervüket, a csapat azon kapja magát, hogy egy terrortámadást kell megakadályozniuk.                      |     |                                                         |                     |                                            |                                     |             |
| 85. | 5.  | Kisiklás (Frog on the Tracks)                           | J. Michael Muro     | Spencer Hudnut & Kenny Sheard              | 2021. november 1. 2022. április 20. | N/A         |
| A Bravo csapat versenyt fut az órával, hogy megakadályozzon egy terrortámadást, miközben megpróbálja felkutatni és elfogni az ellenséget. |     |                                                         |                     |                                            |                                     |             |
| 86. | 6.  | Tűzvonalban (Man on Fire)                               | J. Michael Muro     | Kinan Copen                                | 2021. november 7. 2022. április 27. | N/A         |
| A Bravo egységnek sikerül kimenekülnie a lángoló terepjárójukból, de a terveik kudarcba fulladnak, amikor Jason szakmai- és magánélete keresztezi egymást, és kénytelen olyan döntéseket hozni, amelyek állásokat és életeket is veszélybe sodornak a Bravo egységen belül. |     |                                                         |                     |                                            |                                     |             |
| 87. | 7.  | A múlt visszatér (What's Past Is Prologue)              | Allison Liddi-Brown | Dana Greenblatt & Rashaan Dozier-Escalante | 2021. november 14. 2022. május 4.   | N/A         |
| A Bravo egység visszatér Afganisztánba, hogy folytassák harcukat a tálibok ellen. Mindeközben az egységet komolyan foglalkoztatja az USA hosszú ideje tartó részvétele a terrorizmus ellen folytatott háborúban.                                                            |     |                                                         |                     |                                            |                                     |             |
| 88. | 8.  | Gyanús lovagiasság (Conspicuous Gallantry)              | David Boreanaz      | Teresa Huang & Stephen Gasper              | 2021. november 21. 2022. május 11.  | N/A         |
| Azt követően, hogy egy balul elsült művelet miatt az egész csapat kórházba kerül, a Bravo egység kénytelen egy kisebbfajta káoszt okozni a nyugalom fenntartása érdekében. Clay eközben megpróbál rájönni, hogy mit rontottak el.                                           |     |                                                         |                     |                                            |                                     |             |
| 89. | 9.  | Nagy csapások (Close to Home)                           | Gonzalo Amat        | Tom Mularz & Ariel Endacott                | 2021. november 28. 2022. május 18.  | N/A         |
| Jason otthon próbál menedékre lelni, miközben Ray egy olyan küldetésre viszi a Bravo egységet, ahol brit katonai erőket kell támogatniuk. |     |                                                         |                     |                                            |                                     |             |
| 90. | 10. | Fejjel a falnak (Head On)                               | Ruben Garcia        | Kinan Copen & Rashaan Dozier-Escalante     | 2021. december 5. 2022. május 25.   | N/A         |
| A Bravo egység eddig soha nem látott küldetésre indul Dél-Amerikában, miközben a feszültség a tetőfokra hág Jason vezetői képességei miatt. |     |                                                         |                     |                                            |                                     |             |
| 91. | 11. | Lesz, ami lesz (Violence of Action)                     | Ruben Garcia        | Tom Mularz & Teresa Huang                  | 2022. január 2. 2022. június 1.     | N/A         |
| A Bravó egység továbbra is Dél-Amerikában küzd az iráni atomprogram ellen. Az egymás után következő kockázatos küldetések csak még egyértelműbbé teszik az egység tagjai között meghúzódó problémákat.                                                                      |     |                                                         |                     |                                            |                                     |             |
| 92. | 12. | A mennyország kulcsa (Keys to Heaven)                   | Loren Yaconelli     | Dana Greenblatt & Kenny Sheard             | 2022. január 9. 2022. június 8.     | N/A         |
| Jasonnek a legmélyebb félelmeivel is szembe kell néznie, ha javulást szeretne az állapotában. Clay és Sonny eközben arra kényszerül, hogy saját kezébe vegyen bizonyos ügyeket.                                                                                             |     |                                                         |                     |                                            |                                     |             |
| 93. | 13. | Tartóoszlop (Pillar of Strength)                        | David Boreanaz      | Mark H. Semos & Stephen Gasper             | 2022. január 16. 2022. június 15.   | N/A         |
| A Bravo egységnek minden mozgatható emberre szüksége van annál az átfogó műveletnél, amellyel a venezuelai atomprogramnak igyekeznek véget vetni, de a sikerükre a legnagyobb veszélyt mégis egyik társuk jelenti.                                                          |     |                                                         |                     |                                            |                                     |             |
| 94. | 14. | Minden egységnek (All Bravo Stations)                   | Christopher Chulack | Spencer Hudnut                             | 2022. január 23. 2022. június 22.   | N/A         |
| A Bravo egység egy szenzációs meneküléssel maga mögött hagyja Venezuelát, de még ingoványosabb terepen találják magukat, amikor hazatérnek Virginia Beachre. |     |                                                         |                     |                                            |                                     |             |

## Hatodik évad (2022)
| Sor. | Év. | Cím                                                          | Rendező             | Író                              | Premier                                |
| --- | --- | ------------------------------------------------------------ | ------------------- | -------------------------------- | -------------------------------------- |
| 95. | 1.  | Övön aluli ütés (Low-Impact)                                 | Christopher Chulack | Spencer Hudnut & Mark H. Semos   | 2022. szeptember 18. 2023. március 22. |
| A BRAVO csapat halálos csapdába esik. A csapat és családjaik összejönnek, hogy felmérjék a lehetőségeiket.                                                   |     |                                                              |                     |                                  |                                        |
| 96. | 2.  | Kússz, mássz, fuss (Crawl, Walk, Run)                        | Jessica Paré        | Dana Greenblatt & Leanne Koch    | 2022. szeptember 25. 2023. március 29. |
| A BRAVO csapat egy nagy téttel bíró küldetésre megy egy orosz ellenőrzés alatt álló területre, miközben Clay a felépülésével küzd.                           |     |                                                              |                     |                                  |                                        |
| 97. | 3.  | Gyötrő fájdalom (Growing Pains)                              | Cherie Nowlan       | Tom Mularz & Madalyn Lawson      | 2022. október 2. 2023. április 5.      |
| A csapat egy Észak-Szíriában lévő bevetés során meglepő szövetségesekre bukkan, akik segítenek nekik felkutatni a U.S.S. Crampton elleni támadás felelőseit. |     |                                                              |                     |                                  |                                        |
| 98. | 4.  | Fantom terv (Phantom Pattern)                                | David Boreanaz      | Kenny Sheard & Ariel Endacott    | 2022. október 9. 2023. április 12.     |
| A csapat még mindig a U.S.S. Crampton elleni támadás felelőseit keresi. Közben az új csapattagot is próbálják befogadni.                                     |     |                                                              |                     |                                  |                                        |
| 99. | 5.  | Mennydörgés (Thunderstruck)                                  | Ruben Garcia        | Tom Mularz & Brian Benecker      | 2022. október 16. 2023. április 19.    |
| Egy elszalasztott lehetőség elmélyíti a bizalmatlanságot Jason és Omar között.                                                                               |     |                                                              |                     |                                  |                                        |
| 100. | 6.  | Melletted állunk (Watch Your 6)                              | Gonzalo Amat        | Dana Greenblatt & Stephen Gasper | 2022. október 23. 2023. április 26.    |
| Szíriából hazatérve a Bravo egység váratlanul egy meglehetősen személyes küldetés közepén találja magát.                                                     |     |                                                              |                     |                                  |                                        |
| 101. | 7.  | Furcsa hálótárs (Strange Bedfellows)                         | Ruben Garcia        | Kinan Copen                      | 2022. október 30. 2023. május 3.       |
| A BRAVO egységet visszahívják Szíriából, hogy végére járjanak néhány befejezetlen ügynek.                                                                    |     |                                                              |                     |                                  |                                        |
| 102. | 8.  | Ászok és nyolcasok (Aces and Eights)                         | Jason Cabell        | Tom Mularz & Kenny Sheard        | 2022. november 6. 2023. május 10.      |
| A BRAVO egység a jordániai Ammanba indul, hogy felkutasson egy iráni tábornokot, aki Yasiri milíciájának egyik legfőbb támogatója.                           |     |                                                              |                     |                                  |                                        |
| 103. | 9.  | Járulékos veszteség (Damage Assessment)                      | Christopher Chulack | Spencer Hudnut & Mark H. Semos   | 2022. november 13. 2023. május 17.     |
| Egy sikeres jordániai kihallgatást követően a BRAVO egység olyan lesújtó hírt kap, amely végleg nyomot hagy az egységen.                                     |     |                                                              |                     |                                  |                                        |
| 104. | 10. | Jó szelet és nyugodt tengert (Fair Winds and Following Seas) | Christopher Chulack | Spencer Hudnut & Dana Greenblatt | 2022. november 20. 2023. május 24.     |
| Még magukhoz sem tértek a borzalmas veszteséget követően, máris ellenséges területről kell kiszabadulnia a Bravo egységnek.                                  |     |                                                              |                     |                                  |                                        |

## Hetedik évad (2024)
| Sor. | Év. | Cím                                                       | Rendező             | Író                               | Premier                                 |
| --- | --- | --------------------------------------------------------- | ------------------- | --------------------------------- | --------------------------------------- |
| 105. | 1.  | Nyugalom a zűrzavarban 1. rész (Chaos in the Calm)        | Christopher Chulack | Spencer Hudnut és Dana Greenblatt | 2024. augusztus 11. 2024. október 10.   |
| A BRAVO kénytelen a pálya szélére szorulni, és végül Svédországba küldik őket egy nehéz feladatra. Rivas admirális Davis hadnagyot választja ki egy új csapat vezetésére.                    |     |                                                           |                     |                                   |                                         |
| 106. | 2.  | Nyugalom a zűrzavarban 2. rész (Chaos in the Calm Part 2) | Christopher Chulack | Mark H. Semos és Kinan Copen      | 2024. augusztus 11. 2024. október 17.   |
| A Bravo csapat egy svédországi terrortámadás helyszínén találja magát, Jason pedig túlél egy veszélyes támadást; Davis hadnagy ultimátumot ad új egységének.                                 |     |                                                           |                     |                                   |                                         |
| 107. | 3.  | Hajók az éjszakában (Ships in the Night)                  | SJ Main Muñoz       | Tom Mularz és Stephen Gasper      | 2024. augusztus 18. 2024. október 24.   |
| Davis hadnagy és Walsh százados Thaiföldre küldi a BRAVO-t, hogy a DEA-val együttműködve közös munkacsoportot hozzon létre a fentanil-kereskedelem ellen.                                    |     |                                                           |                     |                                   |                                         |
| 108. | 4.  | Hősök és bűnözők (Heroes and Criminals)                   | Mark H. Semos       | Ariel Endacott és Madalyn Lawson  | 2024. augusztus 25. 2024. október 31.   |
| A BRAVO egy mianmari gyárat céloz meg, amely Kínához és a fentanilgyártáshoz kötődik. Davis hadnagy azt akarja, hogy a csapat szerezzen információkat és semmisítse meg az üzemet.           |     |                                                           |                     |                                   |                                         |
| 109. | 5.  | Egy tökéletes vihar (A Perfect Storm)                     | Jessica Paré        | Dana Greenblatt és Leanne Koch    | 2024. szeptember 1. 2024. november 7.   |
| Még az egymáshoz legközelebb állók is képesek egymás ellen fordulni, amikor elszabadulnak az indulatok a malajziai felderítés során.                                                         |     |                                                           |                     |                                   |                                         |
| 110. | 6.  | A nagy menetelés (Hundred-Year Marathon)                  | David Boreanaz      | Tyler Grey és Maggie Stabile      | 2024. szeptember 8. 2024. november 14.  |
| A BRAVO egység vezetői nélkül utazik Kambodzsába a következő küldetésre, mivel Jason otthon maradt a fiával, Rayt pedig diplomáciai tárgyalásokba vonják be.                                 |     |                                                           |                     |                                   |                                         |
| 111. | 7.  | Borzongás és bevetés (Mission Creep)                      | Lionel Coleman      | Tom Mularz                        | 2024. szeptember 15. 2024. november 21. |
| Az egység egy olyan küldetésre indul, ahol a kínai kábítószer-kereskedelem és egy esetleges hondurasi puccs közti kapcsolatot feltételező titkosszolgálati információkat kell ellenőrizniük. |     |                                                           |                     |                                   |                                         |
| 112. | 8.  | Pusztításvágy (Appetite for Destruction)                  | Ruben Garcia        | Dana Greenblatt és Brian Beneker  | 2024. szeptember 22. 2024. november 28. |
| A Bravo egység fentanilt talál egy illegális autóbontóban, amit meg is semmisítenek, az őrökkel pedig végeznek. Később a csapat megdöbbentő felfedezést tesz Nazario táborában.              |     |                                                           |                     |                                   |                                         |
| 113. | 9.  | A tenger és a dombok (The Sea and the Hills)              | Ruben Garcia        | Peter Rudolph és Mac Bundick Jr   | 2024. szeptember 29. 2024. december 5.  |
| A Bravo csapat döbbenten tér vissza Nazario táborából. Annak ellenére, hogy elveszítik a meglepetés erejét és felismernek egy árulót, a csapatnak élve kell elfognia Nazariót.               |     |                                                           |                     |                                   |                                         |
| 114. | 10. | Zárszó (The Last Word)                                    | Christopher Chulack | Spencer Hudnut                    | 2024. október 6. 2024. december 12.     |
| Mindig a háborúé az utolsó szó? Jason bűntudattal birkózik, Ray szembeszáll démonaival, Davis és Sonny sorsáról pedig a Decker-nyomozás dönt.                                                |     |                                                           |                     |                                   |                                         |

## Fordítás
Ez a szócikk részben vagy egészben  a   List of SEAL Team episodes című angol Wikipédia-szócikk ezen változatának fordításán alapul.  Az eredeti cikk szerkesztőit annak laptörténete sorolja fel. Ez a jelzés csupán a megfogalmazás eredetét és a szerzői jogokat jelzi, nem szolgál a cikkben szereplő információk forrásmegjelöléseként.